# Damernas 76 kg i tyngdlyftning vid olympiska sommarspelen 2020
Damernas tyngdlyftning i 76-kilosklassen vid olympiska sommarspelen 2020 hölls den 1 augusti 2021 i Tokyo International Forum i Tokyo.
Neisi Dajomes från Ecuador tog guld, amerikanska Katherine Nye tog silver och Aremi Fuentes från Mexiko tog brons.

## Tävlingsformat
Varje tyngdlyftare får tre försök i ryck och stöt. Deras bästa resultat i de båda lyften kombineras till ett totalt resultat. Om någon tävlande misslyckas att få ett godkänt lyft, så blir de utslagna. Ifall två tyngdlyftare hamnar på samma resultat, är idrottaren med lägre kroppsvikt vinnare.

## Rekord
Innan tävlingens start gällde följande rekord.
| Världsrekord | Ryck   | Rim Jong-sim (PRK) | 124 kg | Pattaya, Thailand | 24 september 2019 |
| Världsrekord | Stöt   | Zhang Wangli (CHN) | 156 kg | Fuzhou, Kina      | 26 februari 2019  |
| Världsrekord | Totalt | Rim Jong-sim (PRK) | 278 kg | Ningbo, Kina      | 26 april 2019     |

## Resultat
| Placering | Idrottare              | Nation         | Grupp | Kroppsvikt | Ryck (kg) | Ryck (kg) | Ryck (kg) | Ryck (kg) | Stöt (kg) | Stöt (kg) | Stöt (kg) | Stöt (kg) | Totalt |
| Placering | Idrottare              | Nation         | Grupp | Kroppsvikt | 1         | 2         | 3         | Resultat  | 1         | 2         | 3         | Resultat  | Totalt |
| --------- | ---------------------- | -------------- | ----- | ---------- | --------- | --------- | --------- | --------- | --------- | --------- | --------- | --------- | ------ |
| 1         | Neisi Dajomes          | Ecuador        | A     | 75,10      | 111       | 115       | 118       | 118       | 135       | 140       | 145       | 145       | 263    |
| 2         | Katherine Nye          | USA            | A     | 75,15      | 107       | 111       | 114       | 111       | 133       | 138       | 148       | 138       | 249    |
| 3         | Aremi Fuentes          | Mexiko         | A     | 75,65      | 105       | 108       | 110       | 108       | 135       | 137       | 139       | 137       | 245    |
| 4         | Patricia Strenius      | Sverige        | A     | 72,80      | 102       | 102       | 102       | 102       | 130       | 133       | 138       | 133       | 235    |
| 5         | Darya Naumava          | Belarus        | A     | 75,30      | 103       | 107       | 107       | 103       | 125       | 131       | 133       | 131       | 234    |
| 6         | Kumushkhon Fayzullaeva | Uzbekistan     | A     | 71,80      | 97        | 101       | 101       | 101       | 122       | 126       | 130       | 126       | 227    |
| 7         | Emily Muskett          | Storbritannien | B     | 71,85      | 92        | 95        | 98        | 98        | 117       | 123       | 124       | 124       | 222    |
| 8         | Kristel Ngarlem        | Kanada         | B     | 75,35      | 92        | 95        | 97        | 95        | 123       | 126       | 126       | 123       | 218    |
| 9         | Mahassen Fattouh       | Libanon        | B     | 69,60      | 88        | 93        | 97        | 93        | 112       | 118       | 124       | 124       | 217    |
| 10        | Nancy Abouke           | Nauru          | B     | 71,80      | 88        | 88        | 90        | 90        | 108       | 113       | 117       | 113       | 203    |
| 11        | Jeanne Gaëlle Eyenga   | Kamerun        | B     | 75,50      | 86        | 91        | 96        | 91        | 111       | 116       | 118       | 111       | 202    |
| –         | Iryna Dekha            | Ukraina        | A     | 75,75      | 110       | 113       | 113       | 113       | 131       | 131       | 131       | –         | –      |
| –         | Kim Su-hyeon           | Sydkorea       | A     | 75,65      | 106       | 109       | 110       | 106       | 138       | 140       | 140       | –         | –      |